# بولبوينتي
بلدية بولبوينتي (بالإسبانية: Bulbuente) هي بلدية تقع في مقاطعة سرقسطة التابعة لمنطقة أراغون شمال شرق إسبانيا.

## الديموغرافيا
بلغ عدد سكان بلدية بولبوينتي 241 نسمة عام 2011 (وفقاً للمعهد الوطني الإسباني للإحصاء).
| 265 | 251 | 256 | 249 | 258 | 265 | 241 |